# Maria Kunigunde von Sachsen

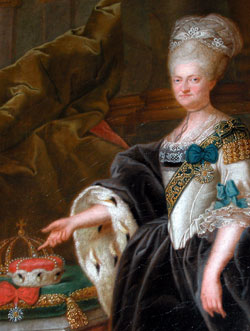
Maria Kunigunde von Sachsen als Fürstäbtissin von Essen und Thorn. Die auf den Fürstenhut deutende Hand unterstreicht ihren Rang als regierende Reichsfürstin, die dahinter liegende Krone als Königstochter. Gemälde von Heinrich Foelix, ca. 1776 (Essener Domschatz)

Maria Kunigunde Dorothea Hedwig Franziska Xaveria Florentina von Sachsen (* 10. November 1740 in Warschau; † 8. April 1826 in Dresden) war Prinzessin von Polen, Litauen und Sachsen aus dem Hause der albertinischen Wettiner sowie später Sternkreuzordensdame, Stiftsdame im Stift Münsterbilsen und letzte Fürstäbtissin der freiweltlichen Reichsstifte Essen und Thorn.

## Leben

### Jugend

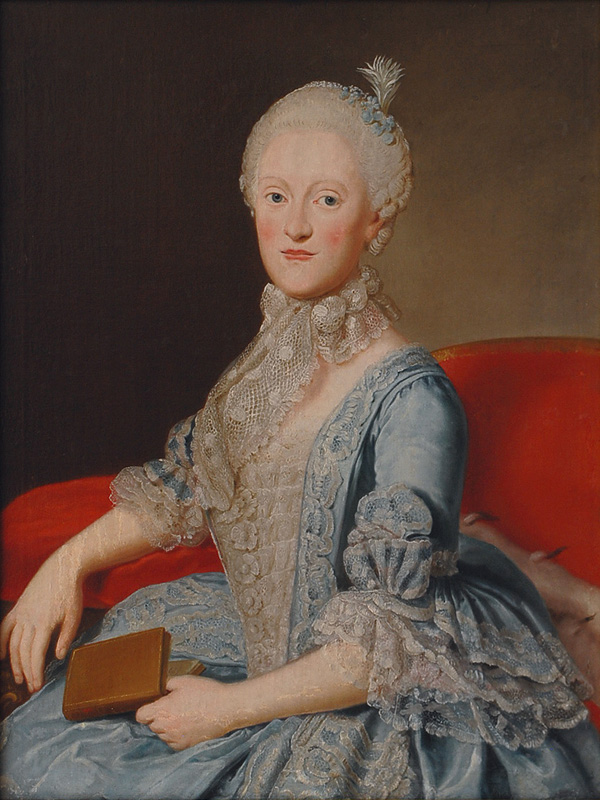
Maria Kunigunde von Sachsen um 1760

Maria Kunigunde wurde als 15. und jüngstes Kind des polnischen Königs und Kurfürsten von Sachsen, Friedrich August II. (1696–1763) und dessen Gemahlin Maria Josepha von Österreich (1699–1757) geboren. Ihr Vater veranstaltete gern Jagden, ging häufig in die Oper, kümmerte sich um seine umfangreichen Kunstsammlungen und bewies großen Familiensinn – die alltäglichen Regierungsgeschäfte vernachlässigte er hingegen und überließ sie seinen ersten Ministern Brühl und Sulkowski. Großen Wert legten die Eltern auf eine gute Erziehung ihrer Kinder, auch für die Prinzessinnen. So bekam Maria Kunigunde Unterricht in Latein, Französisch, Polnisch, Philosophie, Geografie, Religion, Zeichnen, Musik und Tanz. Maria Kunigunde wirkte als junges Mädchen am Dresdner Hof an Opernaufführungen und Singspielen mit; so sang sie in einer Aufführung die Hauptrolle in der Oper Leucippo von Johann Adolph Hasse.

### Ehekandidatin

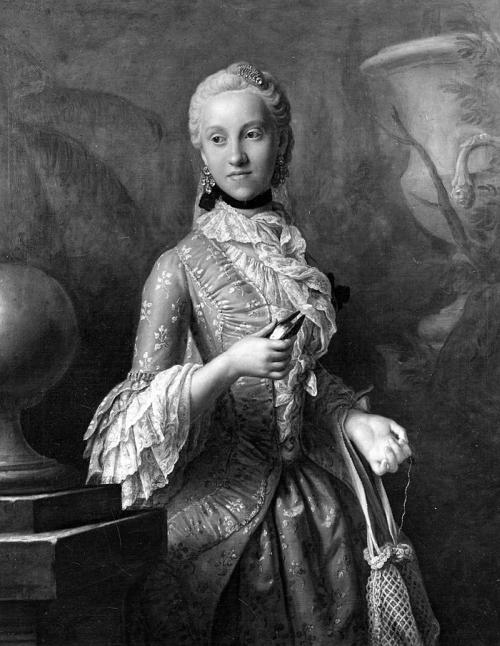
Maria Kunigunde von Sachsen im Hofkostüm beim Aufwickeln eines Fadens

Als Tochter eines regierenden Geschlechts sollte Maria Kunigunde zunächst die politischen Beziehungen der Wettiner stärken. Der Habsburger Erzherzog Joseph (1741–1790), der spätere Kaiser Joseph II., wollte nach dem frühen Tod seiner geliebten ersten Frau Isabella von Bourbon-Parma (1741–1763) nicht mehr heiraten, hatte jedoch keinen Erben und stand daher unter Druck, eine zweite Ehe einzugehen. Insbesondere seine Mutter, Maria Theresia (1717–1780) drängte zur Sicherung der Erbfolge. Joseph dachte zuerst an Isabellas jüngere Schwester, Maria Luisa von Parma (1751–1819), aber diese war schon mit dem spanischen Infanten Karl, späteren König Karl IV. (1748–1819), verlobt. Josephs Wunsch scheiterte an der Weigerung Karls III. (1716–1788), seinen Sohn von der Verlobung zurücktreten zu lassen. So boten die Kaiserin und die Hofkanzlei dem Witwer eine Prinzessin aus Sachsen und eine aus Bayern zur Wahl an. 1764 fuhr der Thronfolger aus Wien ab zur Brautschau.
Am sächsischen Hof in Dresden wurde eine Heirat der Prinzessin Maria Kunigunde in Richtung Wien favorisiert; schon allein deshalb, weil es um die sächsischen Finanzen nicht gerade zum Besten bestellt war. Also fädelte man in Wien und Dresden ein Essen im böhmischen Bad Teplitz ein. Jedoch brachte die Prinzessin bei diesem Treffen kaum ein vernünftiges Wort heraus. Durch die Schüchternheit der sächsischen Prinzessin abgestoßen, war der Erzherzog froh wieder abzureisen und nahm Maria Kunigundes Cousine (1. Grades) Maria Josepha von Bayern (1739–1767) zur Braut, die in seinen Augen zwar nicht hübsch, aber selbstbewusster war.
Eine unglückliche Ehe mit Joseph, wie sie sich für Maria Josepha nun entwickelte, blieb Maria Kunigunde zwar erspart, aber der Ausgang des „geheimen“ Treffens in Böhmen sprach sich an Europas Fürstenhäusern herum wie ein Lauffeuer. Maria Kunigunde zu verheiraten wurde für den sächsischen Hof dadurch fast unmöglich.

### Wahl zur Äbtissin

#### Politischer Hintergrund
Eines der politischen Ziele der Wettiner war die Mehrung ihres Einflusses im nordwestlichen Teil des Heiligen Römischen Reiches, das heißt im Niederrheinisch-Westfälischen Reichskreis. Als Ausgleich für den gescheiterten Heiratsplan verlangte man aus Dresden, dass Wien der Prinzessin Maria Kunigunde die Würde einer regierenden Fürstäbtissin in einem angesehenen Damenstift verschaffte. Der kaiserliche Hof versprach der Prinzessin eine Entschädigung für die entgangenen Heiratsaussichten mit dem Thronfolger. Das Problem war aber, ein angemessenes Stift zu finden. So lehnte der sächsische Hof die Position einer Koadjutorin und designierten Nachfolgerin der Äbtissin im von Kaiserin Maria Theresia gegründeten Damenstift auf dem Hradschin ab, da dieses nur der böhmischen Krone untertan und damit nicht reichsunmittelbar war, was unter der Würde einer königlichen und kursächsischen Prinzessin schien. Bereits 1766 setzte man sich in Dresden die Stifte Münsterbilsen, Essen und Thorn zum Ziel.

#### Münsterbilsen
In Münsterbilsen scheiterte der sächsische Hof 1766 bei dem Versuch, Maria Kunigunde als Äbtissin zu installieren. Die Amtsinhaberin, Antoinetta von Eltz-Kempenich, wäre zwar zur Abdankung bereit gewesen, das Kapitel des Stiftes leistete jedoch dem Ansinnen der sächsischen und kaiserlichen Höfe erbitterten Widerstand, indem es auf Einhaltung aller Regeln des Stiftslebens bestand. So verlangte Sofia von Stadion-Tannhaussen für Maria Kunigunde neben der Vorlage einer von zwei Kurfürsten, Fürsten oder Reichsgrafen bestätigten Ahnenprobe die Einhaltung der strikten Residenz – Gepflogenheiten, die der sächsische Hof nicht akzeptieren wollte, obwohl sie bei Damenstiften nicht unüblich waren. Die Forderung einer Ahnenprobe empfand man als Affront. Erst nachdem ein päpstlicher Dispens von der Residenzpflicht erwirkt worden war und Joseph II. sogar die Güter des Stifts arrestiert, also rechtlich beschlagnahmt hatte, beugten sich die widerspenstigen Münsterbilsener Stiftsdamen und nahmen Maria Kunigunde als Stiftsdame auf. Inzwischen ging es auch nicht mehr darum, Maria Kunigunde den Weg zur Äbtissinnenwürde zu bahnen, sondern eher um die Wahrung des Ansehens des Kaiserhofes. Dort war es längst beschlossene Sache, Maria Kunigunde in Essen und Thorn zu installieren.

#### Die Wahl
Noch zur Amtszeit der Äbtissin Franziska Christine von Pfalz-Sulzbach (1696–1776) wurde Maria Kunigunde 1775 zur Koadjutorin mit dem Recht der Nachfolge (als Äbtissin) gewählt. Die Wahl erfolgte einstimmig, was nicht weiter verwundert, waren doch im Vorfeld aus Wien und Dresden 45.000 Gulden an die wahlberechtigten Stiftsdamen und Kanoniker in Essen und Thorn geflossen. Nach dem Tod der bei Maria Kunigundes Wahl bereits 79 Jahre alten und kränklichen Vorgängerin Franziska Christine von Pfalz-Sulzbach trat Prinzessin Maria Kunigunde am 16. Juli 1776 das Amt der Äbtissin in Essen und Thorn an. Als Fürstäbtissin in Essen und Thorn hatte sie Sitz und Stimme im Reichstag, alle Rechte und Pflichten einer Reichsfürstin (wie etwa Niedere Gerichtsbarkeit, Steuerrecht, Gesetzgebung, Münzprägung und Heeresfolge), und genoss Immunität gegenüber der weltlichen Gewalt.

### Leben als Fürstäbtissin

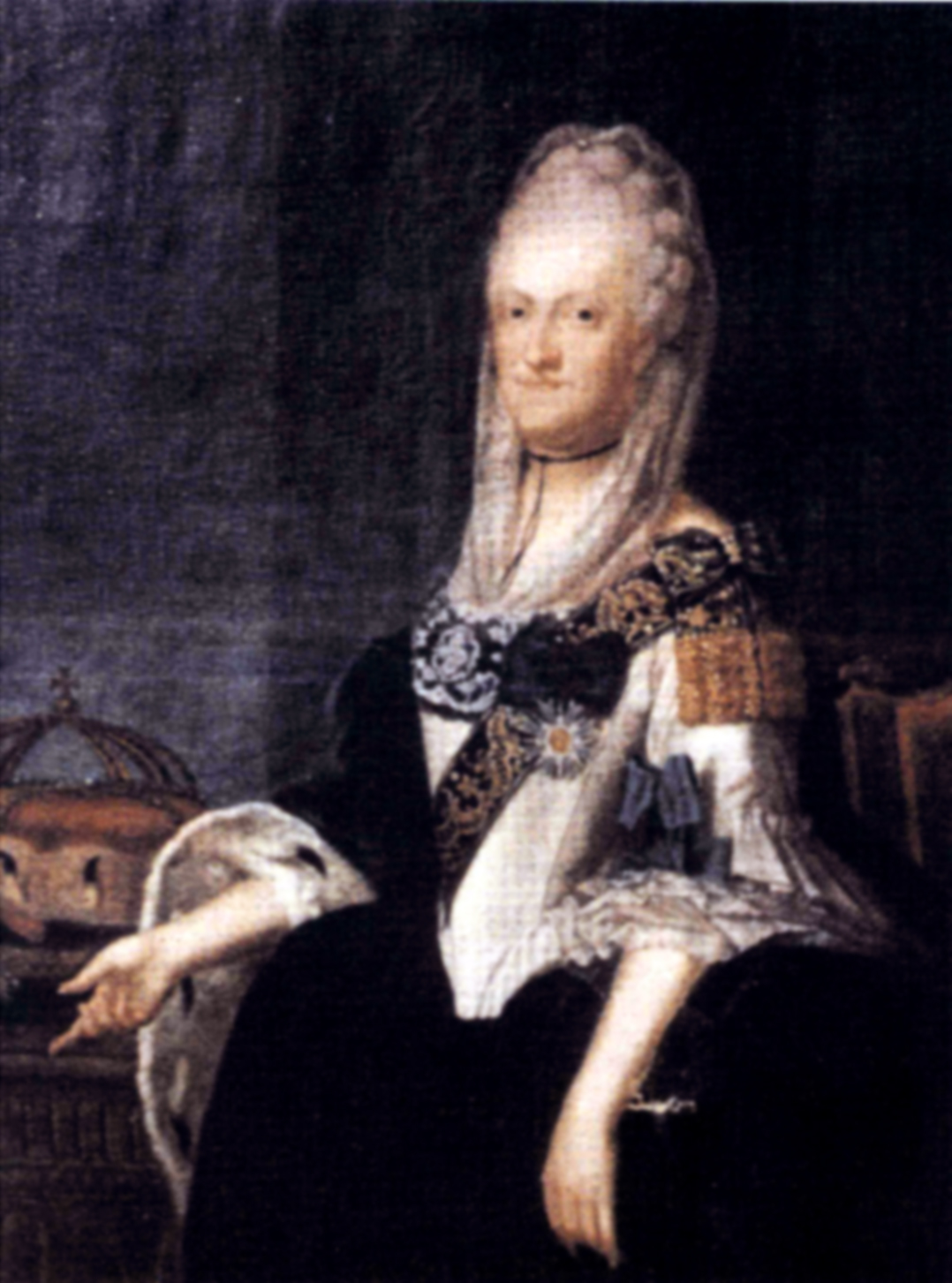
Maria Kunigunde, Fürstäbtissin von Essen und Thorn

Das Stift Essen war beim Regierungsantritt Maria Kunigundes zwar sehr angesehen, aber für eine Hofhaltung nach dem Vorbild des sächsischen Hofes oder des Hofes ihres Bruders Clemens Wenzeslaus in Koblenz, an dem Maria Kunigunde seit 1769 meist lebte, ungeeignet: Die Essener Abteigebäude waren so feucht, dass der Gesandte der Wettiner, der die Äbtissinnenwahl überwachte, nicht darin übernachten wollte, die Stadt sehr klein und provinziell, die Straßenverhältnisse katastrophal, ein Kulturleben praktisch nicht vorhanden. Maria Kunigunde zog erst am 8. Oktober 1777, lange nach ihrer Wahl, mit Prunk in Essen ein, reiste aber schon am nächsten Tag wieder ab.
Am Hof ihres Bruders, des Kurfürsten von Trier, war Maria Kunigunde eine einflussreiche Figur, da Clemens Wenzelaus fast nichts ohne seine Schwester unternahm. Maria Kunigunde nahm großen Einfluss auf die Innenpolitik. Auch wenn sie selten in ihren Stiften weilte, kümmerte sie sich doch aus der Ferne auch um ihre eigenen Territorien. Dabei geriet sie ebenso wie ihre Vorgängerin mehrfach in Konflikt mit dem Damenkapitel, da ihr die Gewohnheitsrechte des Stifts unbekannt waren und ihr Ratgeber, der Regierungsdirektor Johann Jakob Schmitz, seine politische Vorstellung von einem aufgeklärt-absolutistischen Staat verwirklichen wollte, die mit den Rechten des Kapitels, der Landstände und der Stadt aber kollidierten.
Eine Justizreform 1781 lief noch reibungslos ab, der Konflikt eskalierte schließlich 1786, als die Landstände unter Federführung des ersten Standes, nämlich der Stiftsdamen, aufgrund des Vorgehens der Fürstin beim Erlass einer „Hochfürstl. Forst- und Jagd-Verordnung“ das Reichskammergericht anriefen. Dabei war allen Parteien bewusst, dass der Prozess keine dauerhafte Lösung bot. Nachdem Schmitz im Jahre 1792 eine Professur an der Universität Bonn angenommen und Essen daher verlassen hatte, zeigten sich Vertreter der Stände und der Fürstin 1793 endlich kompromissbereit. Nach langen Verhandlungen einigte man sich am 17. September 1794 auf den Landesgrundvergleich, die erste schriftliche Verfassung des Stiftes, in dem die Kompetenzen von Äbtissin und Landständen festgelegt und gegeneinander abgegrenzt wurden. Der Landesgrundvergleich sorgte für ein besseres Einvernehmen zwischen Maria Kunigunde, die zuletzt im Jahre 1792 in Essen gewesen war, und dem Kapitel.
Neben dem Landesgrundvergleich und der Justizreform entstanden unter Maria Kunigundes Regierung auch ein Abtreibungsverbot, eine Verordnung über die Tätigkeit der Wundärzte und eine Hebammenordnung. Neben der Gesundheitsfürsorge setzte sich Maria Kunigunde für die Schulpflicht, eine Mädchenschule für höhere Töchter und die Reduzierung der Feiertage ein. Nachdem Franziska Christine von Pfalz-Sulzbach sehr verschwenderisch mit dem Stiftsgut umgegangen war, traf Maria Kunigunde bei Ausgaben auf Opposition des Kapitels. Maria Kunigundes Plan, Schloss Borbeck auszubauen, scheiterte am Widerstand der Landstände. Auch eine Anleihe für den Bau einer Chaussee, die die preußische Mark mit dem gleichfalls preußischen Wesel über das Stiftsterritorium hinweg verbinden und den Verkehr im Stiftsgebiet wesentlich verbessern sollte, bewilligten ihr die Landstände nicht. Maria Kunigunde ließ diese Chaussee dann aus Privatmitteln bauen.
Mit der preußischen Besetzung am 3. August 1802 begann die reichsrechtliche Säkularisation. Die Äbtissin Maria Kunigunde verlor zwar ihre politisch-weltlichen Befugnisse, blieb aber im Besitz ihrer geistlichen Hoheitsrechte. In ihren Verträgen mit dem Königreich Preußen waren ihr bis zum Lebensende die Überschüsse aus der Abtei zugesichert worden, für Essen waren dies 6.500 Reichstaler.

### Die Geschäftsfrau
Die sächsische Prinzessin Maria Kunigunde bewies auch einen angesichts ihrer Herkunft und Erziehung ungewöhnlichen Geschäftssinn. Nachdem die Landstände sich geweigert hatten, Geld für den Bau der preußischen Chaussee von der Mark nach Wesel aufzunehmen, nahm Maria Kunigunde persönlich eine Anleihe auf, um die Chaussee bauen zu lassen, und betrieb diese gebührenpflichtige Straßenverbindung auf dem Stiftsgebiet als Privatunternehmerin. Die Chaussee brachte ihr jährlich einen Gewinn von 1.700 Reichstalern ein. Als Privatunternehmen der Fürstin war die Chaussee später auch nicht von der Säkularisation des geistlichen Stiftes betroffen. Maria Kunigunde verkaufte die Straße im Jahre 1803 für 45.000 Reichstaler an das Königreich Preußen, das die wichtigste Straßenverbindung durch sein neuerworbenes Gebiet auch selbst besitzen wollte.
Maria Kunigunde darf auch als Pionierin der Schwerindustrie im Ruhrgebiet gelten. Die Bedeutung des im Emscherbruch dicht unter der Erdoberfläche liegenden Raseneisenerzes wurde in der Mitte des 18. Jahrhunderts erkannt. Es entstanden erste Eisenhütten und Maria Kunigunde beteiligte sich bei mehreren Hütten als private Investorin. Unter Mitwirkung ihrer Hofkammer bildete sich 1789 im Stift Essen eine Gesellschaft zur Verhüttung des Eisensteins, der am 23. Januar 1791 die Genehmigung zur Errichtung einer Eisenhütte „Neu-Essen“ erteilt wurde. Bereits 1787 hatte Maria Kunigunde sich an der Hütte „Gute Hoffnung“ beteiligt, 1796 kaufte sie zusätzlich die Hütte „St. Antony“. Maria Kunigunde, die sich persönlich für die Eisenerzeugung interessierte, holte sich als Hüttenvorsteher Gottlob Jacobi aus Koblenz, der ab 1799 auch Mitanteilseigner war. Die Eisenhütten als private Unternehmen waren nicht von der Säkularisation betroffen. Maria Kunigunde verkaufte ihre Hüttenanteile am 24. Mai 1805 für 23.800 Reichstaler an die Brüder Haniel. Da diese über ihren Schwager Heinrich Arnold Huyssen auch die Hütte „Gute Hoffnung“ erwarben, bildeten die Unternehmungen Maria Kunigundes den Beginn der späteren Gutehoffnungshütte.

### Tod, Begräbnis und Testament
Auch nach der Säkularisation des Stiftes Essen (das Stift Thorn war bereits 1795 aufgehoben worden) lebte Maria Kunigunde in der Gesellschaft ihres Bruders Clemens Wenzeslaus, zumeist im bayerischen Oberdorf, wo ihr Bruder in seiner Eigenschaft als vormaliger Fürstbischof von Augsburg noch ein Wohnrecht im Fürstbischöflichen Schloss Marktoberdorf behielt. 1812 starb Clemens Wenzeslaus, Maria Kunigunde verließ Oberdorf noch vor dem Begräbnis und kehrte nach Dresden zurück, um bei ihrem Neffen Friedrich August III. zu leben. Maria Kunigunde starb am 8. April 1826 in Dresden und wurde drei Tage später in der Neuen Gruft der Katholischen Hofkirche in Dresden beigesetzt. In ihrem 1821 verfassten Testament, das erst 2001 im Sächsischen Staatsarchiv wiederentdeckt wurde, wird deutlich, dass sie, auch wenn sie nach 1792 nicht mehr in Essen gewesen war, sich noch immer für ihre ehemaligen Fürstentümer und Bediensteten interessierte: Zahlreiche Personen, vom Obristhofmeister Clemens Alexander von Asbeck über dessen Sekretär, die Köchin, die Leinwandsverwalterin, Hofkoch, Leibarzt Georg Brüning bis hin zu Kutscher und Vorreiter, erhielten Vermächtnisse, die der Haupterbe, ein Neffe Maria Kunigundes, „in gutem Gelde“ auszuzahlen hatte.

## Vorfahren
| Ahnentafel von Maria Kunigunde | Ahnentafel von Maria Kunigunde                                                                      | Ahnentafel von Maria Kunigunde                                                                  | Ahnentafel von Maria Kunigunde                                                                                | Ahnentafel von Maria Kunigunde                                                                                | Ahnentafel von Maria Kunigunde                                                              | Ahnentafel von Maria Kunigunde                                                                              | Ahnentafel von Maria Kunigunde                                                                                      | Ahnentafel von Maria Kunigunde                                                                                      |
| ------------------------------ | --------------------------------------------------------------------------------------------------- | ----------------------------------------------------------------------------------------------- | --- | --- | ------------------------------------------------------------------------------------------- | --- | --- | --- |
| Ururgroßeltern                 | Kurfürst Johann Georg II. (1613–1680) ⚭ 1638 Magdalena Sibylle von Brandenburg-Bayreuth (1612–1687) | König Friedrich III. (1609–1670) ⚭ 1643 Sophie Amalie von Braunschweig-Calenberg (1628–1685)    | Erdmann August von Brandenburg-Bayreuth (1615–1651) ⚭ 1641 Sophie von Brandenburg-Ansbach (1614–1646)         | Herzog Eberhard III. von Württemberg (1614–1674) ⚭ 1637 Anna Katharina Dorothea von Salm-Kyrburg (1614–1655)  | Kaiser Ferdinand III. (1608–1657) ⚭ 1631 Maria Anna von Spanien (1606–1646)                 | Kurfürst Philipp Wilhelm von der Pfalz (1615–1690) ⚭ 1653 Elisabeth Amalia von Hessen-Darmstadt (1635–1709) | Herzog Georg von Braunschweig Lüneburg (1582–1641) ⚭ 1617 Anna Eleonore von Hessen-Darmstadt (1601–1659)            | Eduard von der Pfalz (1625–1663) ⚭ 1645 Anna Gonzaga (1616–1684)                                                    |
| Urgroßeltern                   | Kurfürst Johann Georg III. (1647–1691) ⚭ 1666 Anna Sophie von Dänemark und Norwegen (1647–1717)     | Kurfürst Johann Georg III. (1647–1691) ⚭ 1666 Anna Sophie von Dänemark und Norwegen (1647–1717) | Markgraf Christian Ernst von Brandenburg-Bayreuth (1644–1712) ⚭ 1671 Sophie Luise von Württemberg (1642–1702) | Markgraf Christian Ernst von Brandenburg-Bayreuth (1644–1712) ⚭ 1671 Sophie Luise von Württemberg (1642–1702) | Kaiser Leopold I. (1640–1705) ⚭ 1676 Eleonore Magdalene von der Pfalz (1655–1720)           | Kaiser Leopold I. (1640–1705) ⚭ 1676 Eleonore Magdalene von der Pfalz (1655–1720)                           | Herzog Johann Friedrich von Braunschweig-Calenberg (1625–1679) ⚭ 1668 Benedicta Henriette von der Pfalz (1652–1730) | Herzog Johann Friedrich von Braunschweig-Calenberg (1625–1679) ⚭ 1668 Benedicta Henriette von der Pfalz (1652–1730) |
| Großeltern                     | König August II. (1670–1733) ⚭ 1693 Christiane Eberhardine von Brandenburg-Bayreuth (1671–1727)     | König August II. (1670–1733) ⚭ 1693 Christiane Eberhardine von Brandenburg-Bayreuth (1671–1727) | König August II. (1670–1733) ⚭ 1693 Christiane Eberhardine von Brandenburg-Bayreuth (1671–1727)               | König August II. (1670–1733) ⚭ 1693 Christiane Eberhardine von Brandenburg-Bayreuth (1671–1727)               | Kaiser Joseph I. (1678–1711) ⚭ 1699 Wilhelmine Amalie von Braunschweig-Lüneburg (1673–1742) | Kaiser Joseph I. (1678–1711) ⚭ 1699 Wilhelmine Amalie von Braunschweig-Lüneburg (1673–1742)                 | Kaiser Joseph I. (1678–1711) ⚭ 1699 Wilhelmine Amalie von Braunschweig-Lüneburg (1673–1742)                         | Kaiser Joseph I. (1678–1711) ⚭ 1699 Wilhelmine Amalie von Braunschweig-Lüneburg (1673–1742)                         |
| Eltern                         | König August III. (1696–1763) ⚭ 1719 Maria Josepha von Österreich (1699–1757)                       | König August III. (1696–1763) ⚭ 1719 Maria Josepha von Österreich (1699–1757)                   | König August III. (1696–1763) ⚭ 1719 Maria Josepha von Österreich (1699–1757)                                 | König August III. (1696–1763) ⚭ 1719 Maria Josepha von Österreich (1699–1757)                                 | König August III. (1696–1763) ⚭ 1719 Maria Josepha von Österreich (1699–1757)               | König August III. (1696–1763) ⚭ 1719 Maria Josepha von Österreich (1699–1757)                               | König August III. (1696–1763) ⚭ 1719 Maria Josepha von Österreich (1699–1757)                                       | König August III. (1696–1763) ⚭ 1719 Maria Josepha von Österreich (1699–1757)                                       |
| Maria Kunigunde von Sachsen    | |                                                                                                 | | |                                                                                             | | | |

## Ehrungen
2024 wurde Maria Kunigunde von Sachsen im Rahmen des Projekts Frauenorte in die Liste der FrauenOrte NRW aufgenommen. Die Errichtung einer Gedenktafel ist für den 8. April 2025 geplant.